# Rafael Paz
Rafael „Rafa“ Paz Marín (* 2. August 1965 in Puebla de Don Fadrique) ist ein ehemaliger spanischer Fußballspieler.

## Karriere

### Vereine
Paz begann beim CP Granada 74 mit dem Fußballspielen. 1980 wechselte er in die Jugendabteilung des FC Sevilla. Von dort rückte er 1984 in die zweite Mannschaft des Klubs, Sevilla Atlético, auf. Im September desselben Jahres gab er sein Debüt in der Profimannschaft. Mit Sevilla gelang ihm die zweimalige Qualifikation zur Teilnahme am UEFA-Pokal. Insgesamt bestritt Paz 340 Ligaspiele für den FC Sevilla, den er nach dem Abstieg aus der Primera División 1997 verließ.
Anschließend wechselte er nach Mexiko, wo er in der Saison 1997/98 gemeinsam mit Emilio Butragueño und Rafael Martín Vázquez für Atlético Celaya spielte. Nach einer Spielzeit beendete er dort seine Karriere.

### Nationalmannschaft
Rafa Paz durchlief verschiedene Junioren-Nationalmannschaften Spaniens. Er nahm an der Junioren-Fußballweltmeisterschaft 1985 teil und wurde Vizeweltmeister. Sein Debüt in der A-Nationalmannschaft gab er am 21. Februar 1990 beim 1:0 im Freundschaftsspiel gegen die Tschechoslowakei, als er in der 62. Spielminute für Míchel eingewechselt wurde.
Anlässlich der im selben Jahr stattfindenden Weltmeisterschaft in Italien wurde er von Nationaltrainer Luis Suárez in das spanische Aufgebot berufen. Im Laufe des Turniers wurde er im Gruppenspiel gegen Uruguay in der 79. Spielminute für Francisco Villarroya eingewechselt. Seinen zweiten Einsatz hatte er im Achtelfinalspiel gegen Jugoslawien, als er ebenfalls in der 79. Spielminute für Emilio Butragueño ins Spiel kam. Spanien verlor 1:2 nach Verlängerung und schied aus.
Sein siebtes und letztes Länderspiel bestritt Rafa Paz am 10. Oktober 1990 beim 2:1 im Qualifikationsspiel zur Europameisterschaft 1992 gegen Island.